# Pyruvatdehydrogenaskomplexet
Pyruvatdehydrogenaskomplexet är ett enzym som inleder citronsyracykeln genom att katalysera omvandlingen av pyruvat till acetyl-CoA. Det är ett stort enzymkomplex med tre subenheter och fem koenzymer: tiaminpyrofosfat, liponsyra, FAD, NAD+ samt koenzym A. I celler finns enzymet på insidan av mitokondrierna, vilket gör att pyruvatet först måste transporteras in i mitokondrien från cytosolen innan enzymet kan verka. Denna process är ATP-beroende eftersom det krävs energi att föra det negativt laddade pyruvatet över mitokondriens membran.
Pyruvatdehydrogenasbrist orsakar acidos genom uppbyggnad av laktat eftersom pyruvat inte kan gå in i citronsyracykeln. Istället metaboliseras den anaerobt vilket producerar mjölksyra. Sjukdomen är mycket ovanlig, cirka ett fall på 1.000.000, och är en X-länkad nedärvd sjukdom. Däremot finns det andra tillstånd, orsakade både av vitaminbrist eller förgiftningar, som drabbar pyruvatdehydrogenaskomplexet och ger liknande symptom, nämligen beriberi och arsenikförgiftning.

## Beriberi
Sjukdomen beriberi uppstår vid tiaminbrist och leder till nedsatt energiomsättning i kroppen eftersom kosubstratet tiaminpyrofosfat inte kan genereras i tillräckliga mängder. Konsekvenserna blir att pyruvatdehydrogenaskomplexet inte kan arbeta, och pyruvat ackumuleras och kan inte ingå i citronsyracykeln. Detta drabbar inte erytrocyter (röda blodkroppar) eftersom dessa inte har mitokondrier, där citronsyracykeln äger rum. Erytrocyter får sin energi genom anaerob metabolism, i vilket pyruvatet omvandlas till laktat.

## Arsenikförgiftning
Arsenikförgiftning skadar genom att dess metabolit, arsenit, binder till tiolgruppen på liponsyra. Liponsyra är en viktig kofaktor i pyruvatdehydrogenaskomplexet, och förgiftning av arsenik leder alltså också till ackumulering av pyruvat och hämning av citronsyracykeln.

## Plastidialt pyruvatdehydrogenas
Plastidialt pyruvatdehydrogenaskomplexet (pPDHC) är namnet på det pyruvatdehydrogenaskomplex som återfinns i växtcellernas plastider och skiljer sig ifrån det pyruvatdehydrogenaskomplex (mPDHC) som återfinns i växtcellens cytosol och återfinns i mitokondrie-DNA:t. pPDHC förser de-novo fettsyrasyntesen, som hos växter sker i plastider, med  huvuddelen av det acetyl-koenzym A (acetyl-CoA) som behövs. Detta stöds bland annat av studier som visat att Backtrav (Arabidopsis thaliana) som är homozygoter för en defekt allel av E2-subenheten i pPDHC är oförmögna att gro (mutationen är alltså dödlig i sin homozygota form) medan heterozygoter inte visar upp någon avvikande fenotyp. pPDHC består av tre subenheter; pyruvatdehydrogenas (E1), dihydrolipoylacyltransferas (E2) och dehydrolipoamiddehydrogenas (E3).

### Pyruvatdehydrogenas (E1)
Den första subenheten, E1, är pyruvatdehydrogenas som i sin tur består av två subenheter; E1α och E1β som hos Backtrav har en beräknad molekylvikt av 47 120 respektive 44 208. PDHC E1α och E1β aminosyrasekvenser förefaller vara relativt väl bevarad men skiljer sig avsevärt från deras motparter från Backtravens mPHDC E1α- och E1β-subenheter vilket tyder på att pPHDC är evolutionärt avlägset från mPHDC. Även om det är troligt, med hänsyn till funktion- och sekvenslikheter, att pPHDC och mPHDC delar sitt evolutionär ursprung så är det troligt att de separerade för länge sedan.

### Dihydrolipoylacyltransferas (E2)
Dihydrolipoylacyltransferas, E2, utgör den andra subenheten och är viktig för E1 funktion genom att kovalent binda ett svavelinnehållande koenzym, liponsyra, som interagerar med E1-subenheterna. Denna interaktion är mycket viktig för E1 funktion då en defekt E2-subenhet medför förlorad aktivitet hos pPHDC  som i sin tur leder till ofullständig embryoutveckling hos Backtrav . Liponsyrans aktiva delar är ansvarig för att binda och transportera de intermediära formerna av substratet till de olika aktiva centrumen av pPHCD. 

### Dehydrolipoamiddehydrogenas (E3)
Dehydrolipoamiddehydrogenas, E3, återför lipoamidkofaktorn till sin aktiva form genom en oxidationsreaktion.

### Reaktionsmekanism

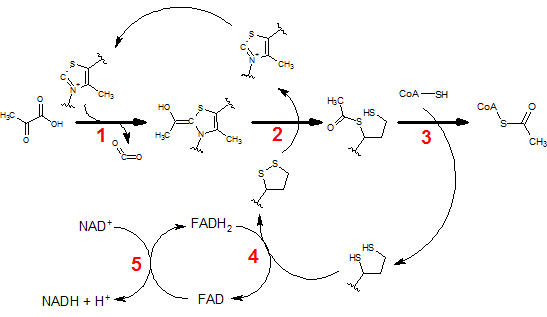
Föreslagen reaktionsmekanism för pPDHC baserat på reaktionsmekanismen hos humant PDHC.

1. Kofaktorn tiamin och pyruvat binder till E1-subenheterna på pPDHC där tiazolringen hos tiaminen kan genomföra en nukleofil attack mot pyruvatet som resulterar i att koldioxid frigörs och att en dubbelbindning mellan kofaktorn och substratet bildas.
2. Denna aktivering av substratet möjliggör för en nukleofil attack mot lipoamidkofaktorn som sitter bunden till E2-subenheten.
3. I det tredje steget, som katalyseras av E2-subenheten, sker en transacyleringsreaktion där acylgruppen flyttas över från tiaminkofaktorn till en koenzym-A (CoA). Produkten lämnar enzymkomplexet i form av acyl-CoA.
4. För att möjliggöra ytterligare aktivitet av enzymkomplexet måste lipoamidfaktorn återgå till sitt ursprungstillstånd vilket sker genom oxidation av FAD till FADH.
5. FAD oxideras därefter tillbaka till FADH av en NAD/NADH-reaktion.